# Caravan De Reu

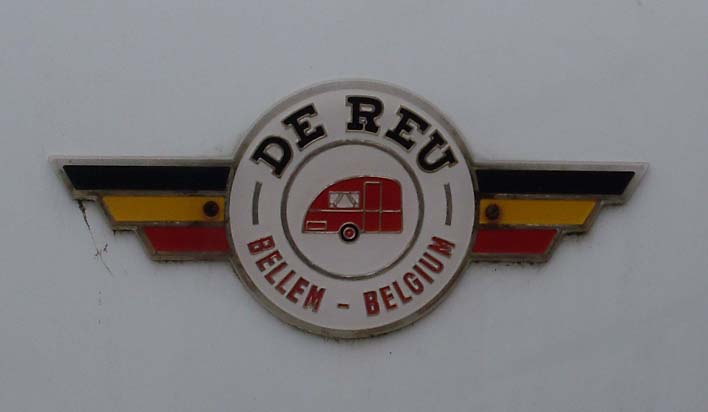
Caravan De Reu.

Caravan De Reu was een Belgisch montagebedrijf van caravans, dat begin jaren 50 werd opgericht in Bellem.

## Groei en terugval
Julien De Reu startte zijn bedrijf in Bellem, waarvan het eerste model - onder de naam De Reu La Cabane - in 1954 op de markt kwam. Vijf jaar later bouwde men twee nieuwe modellen, La Cahute en de Casablanca, deze werden vooral geëxporteerd. Andere modellen waren de Casbah, de Residence, de Isba, de Ariane, de Bungalow en de Castel.
In 1967 bouwde Julien De Reu in Knesselare - langs de N44 - een nieuwe montagehal. De productie werd opgedreven tot 4.000 stuks per jaar. Vanaf de jaren 70 kwam de terugval, in 1985 kwam er nog een overname door Hervé Coryn. In 1987 volgde de sluiting.
De beide zonen van Julien De Reu kwamen om het leven in verkeersongevallen. De bedrijfsruimte in Knesselare werd later gebruikt als overdekte marktplaats, thans (2009) is het een opslagplaats voor een meubelzaak uit Oedelem.